# Sternula lorata
Sternula lorata é uma espécie de ave da família Laridae (antes Sternidae).
Pode ser encontrada nos seguintes países: northern Chile, Equador e Peru.
Os seus habitats naturais são: desertos quentes, costas arenosas e lagoas costeiras de água salgada.
Está ameaçada por perda de habitat.